# Camponotus linnaei
Camponotus linnaei är en myrart som beskrevs av Auguste-Henri Forel 1886. Camponotus linnaei ingår i släktet hästmyror, och familjen myror.

## Underarter
Arten delas in i följande underarter:
- C. l. comoedus
- C. l. linnaei
- C. l. maccus
- C. l. muticus